# Maico

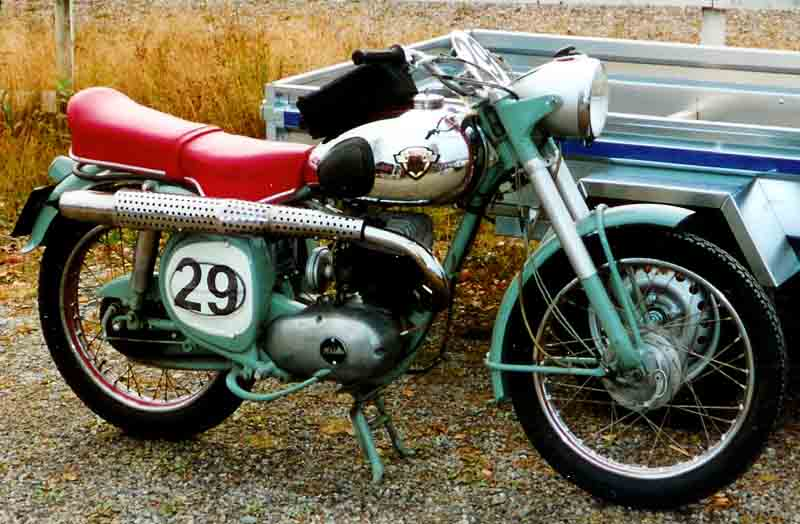
Maico

Maicowerk A.G. es una empresa  que comenzó a trabajar en 1926, al principio ensamblando motores Ilo de 98 y 123 cc. Después de la Segunda Guerra Mundial la empresa quedó en la Alemania del Occidental y empezó a producir sus propios motores de dos tiempos, vendiendo motores y motocicletas completas. Maico hizo una breve incursión en el negocio de los automóviles con su propia línea de microcoches en la década de 1950-1960. Maico también ha fabricado motores para karts.
Las motocicletas de carretera se denominaron con nombre de vientos en inglés ... 'Blizzard' 'Typhoon' etc, pero la empresa fue más conocida por sus motocicletas para Motocrós y Enduro, y por su escúter 'Maicoletta', que se vendieron mucho más que sus motos de carretera.

## Motocicletas de competición Maico

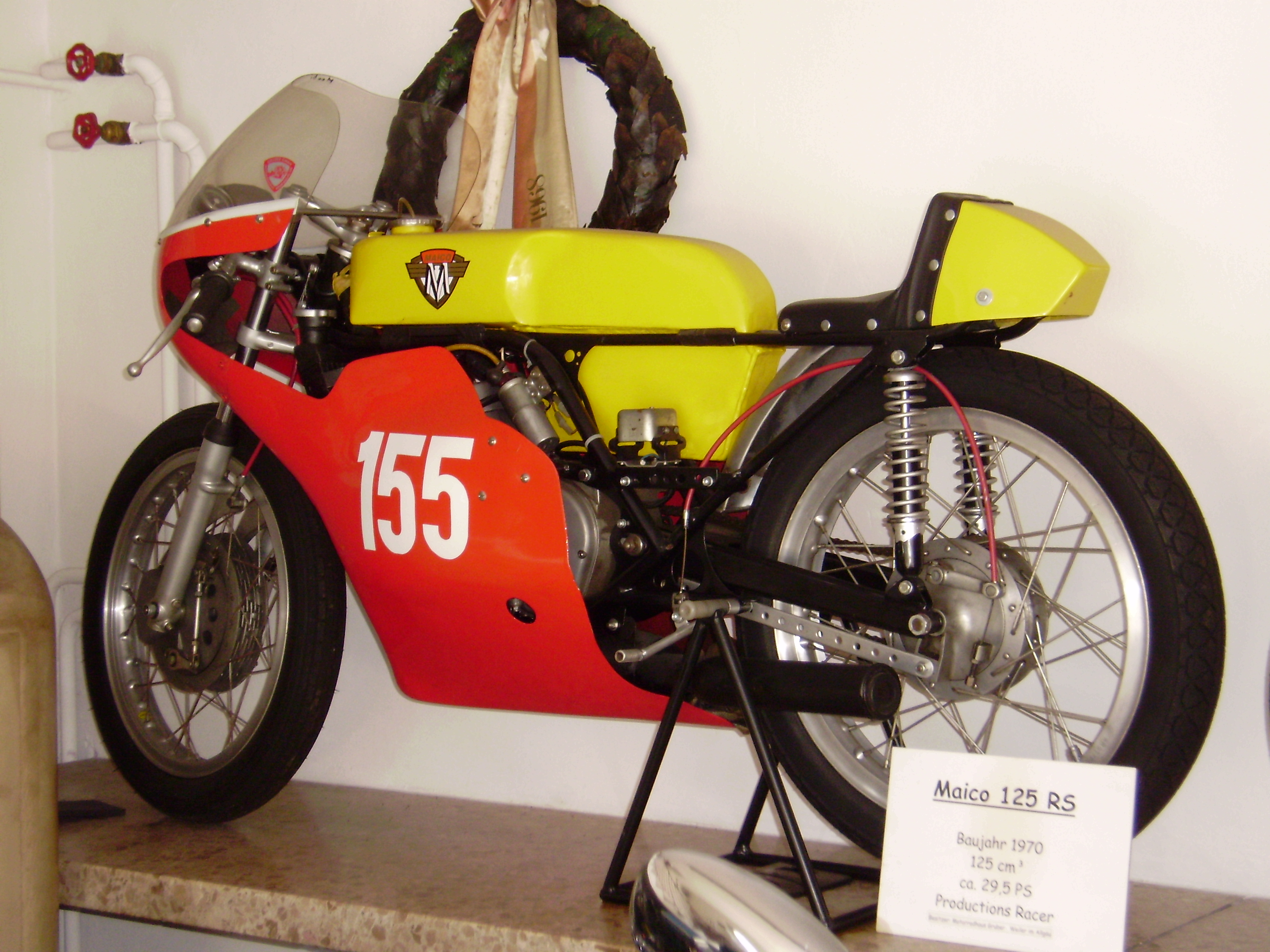
Maico de GP 125cc de 1970

Las motocicletas Maico de motocrós (serie MC) y enduro (serie GS) fueron unos modelos con mucho éxito en competiciones en Estados Unidos y Europa en la década de 1970-1980. Aunque era una empresa con mucho menos poder económico que otros equipos como los de las fábricas de motocicletas japonesas Honda, Yamaha, Suzuki, y Kawasaki, los pilotos de Maico tales como Adolf Weil, Åke Jonsson y Willy Bauer demostraron ser un verdadero reto para los fabricantes japoneses, obteniendo muchas posiciones entre los tres primeros en el Campeonato del Mundo de Motocrós así como en el campeonato de Estados Unidos. La revista estadounidense Motocross Action denominó al modelo de 1981 Maico Mega 490 como la mejor moto de motocrós de todos los tiempos. Los modelos de 400cc y 440cc, y el modelo de 1981 de 490cc junto con el modelo de 501cc de motocrós son algunos de los más demandados por coleccionistas de este tipo de motos antiguas.

## Maicoletta

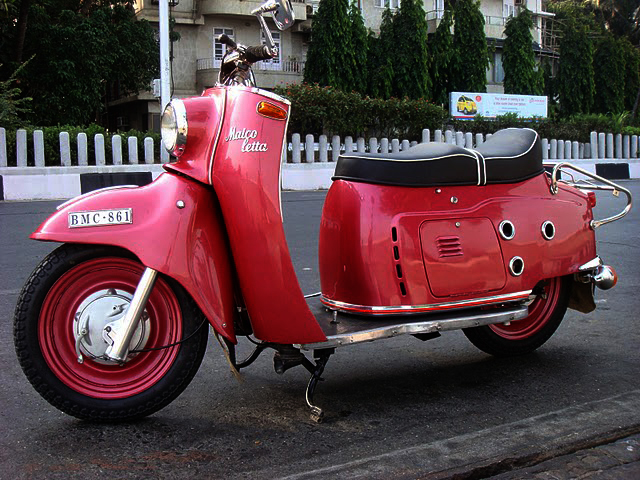
Maicoletta Scooter

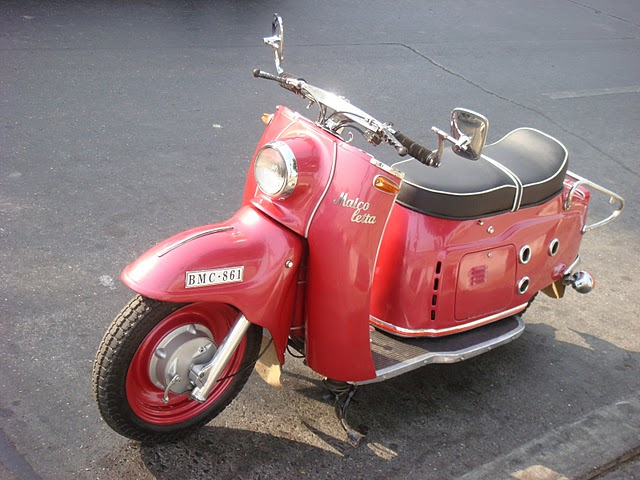
Maicoletta Dash

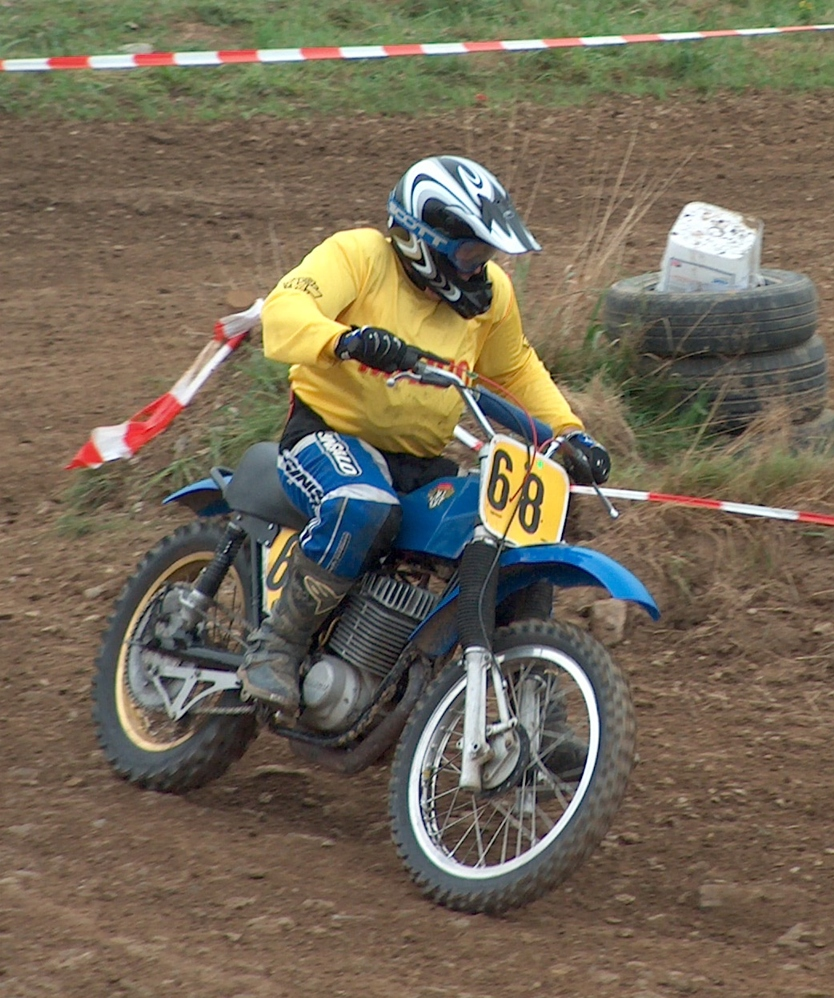
Maico de motocrós de 360 cc

El scooter de motor Maicoletta de la década de 1950 fue uno de los scooters de motor más grandes producidos por cualquier fabricante hasta la era moderna. El motor era un cilindro de 247cc con puerto de pistón de 2 tiempos (también se produjo una versión de exportación con un motor de 277cc para usar con un sidecar), con cuatro engranajes accionados por pie, transmisión de cadena cerrada, enfriamiento por ventilador centrífugo y arranque eléctrico. Esto se ajustó a un bastidor tubular construido sobre principios de motocicleta con horquillas telescópicas de largo recorrido y ruedas de 14 pulgadas. La Maicoletta tenía una velocidad máxima de más de 70 mph, comparable con la mayoría de las motocicletas de 250cc de la época. En la década de 1950, la mayoría de los scooters, como Vespa, Lambretta, tenían 125cc a 200cc con ruedas de 8-10 pulgadas y una velocidad máxima de 55 a 60 mph, por lo que el costoso pero rápido y cómodo Maicoletta desarrolló un seguimiento entre entusiastas del club de motos.
Según los estándares modernos, los frenos (tambor delantero y trasero) dejan algo que desear, pero en comparación con los de otros scooters de la época, los frenos no son inferiores.
Se instaló un inusual sistema de arranque eléctrico de péndulo de 6v de Bosch, que era bastante avanzado para la década de 1950, y sobre el cual hay una serie de conceptos erróneos comunes. Cuando se activó, en lugar de girar el cigüeñal, el motor de arranque usó las bobinas del generador en el eje para balancearlo de un lado a otro bajo el control de levas en el cigüeñal. Estas levas cerraron contactos en el generador
para activar un interruptor de inversión en la caja de control que cambiaba la dirección del cigüeñal al final de cada oscilación. Esto da la impresión de que el cigüeñal rebota continuamente hacia adelante y hacia atrás contra la compresión, cuando se opera. Un conjunto separado de puntos de ignición disparó la bujía solo en la dirección hacia adelante, y cuando esto dispara la mezcla en el cilindro, el motor comienza a girar normalmente, el arrancador se libera y el sistema de encendido normal se hace cargo.
La ventaja de este sistema es que el motor de arranque no tiene que forzar al cigüeñal a girar contra la compresión, por lo que se requiere menos potencia del sistema de 6 voltios. Su desventaja es la cantidad inusual de contactos, que puede ser difícil de ajustar. Los contactos del interruptor de inversión tienden a desgastarse con el uso prolongado y pueden ser muy difíciles de reparar, de ahí que la reputación del scooter quedase comprometida al final de su vida útil.

## Maicomobil

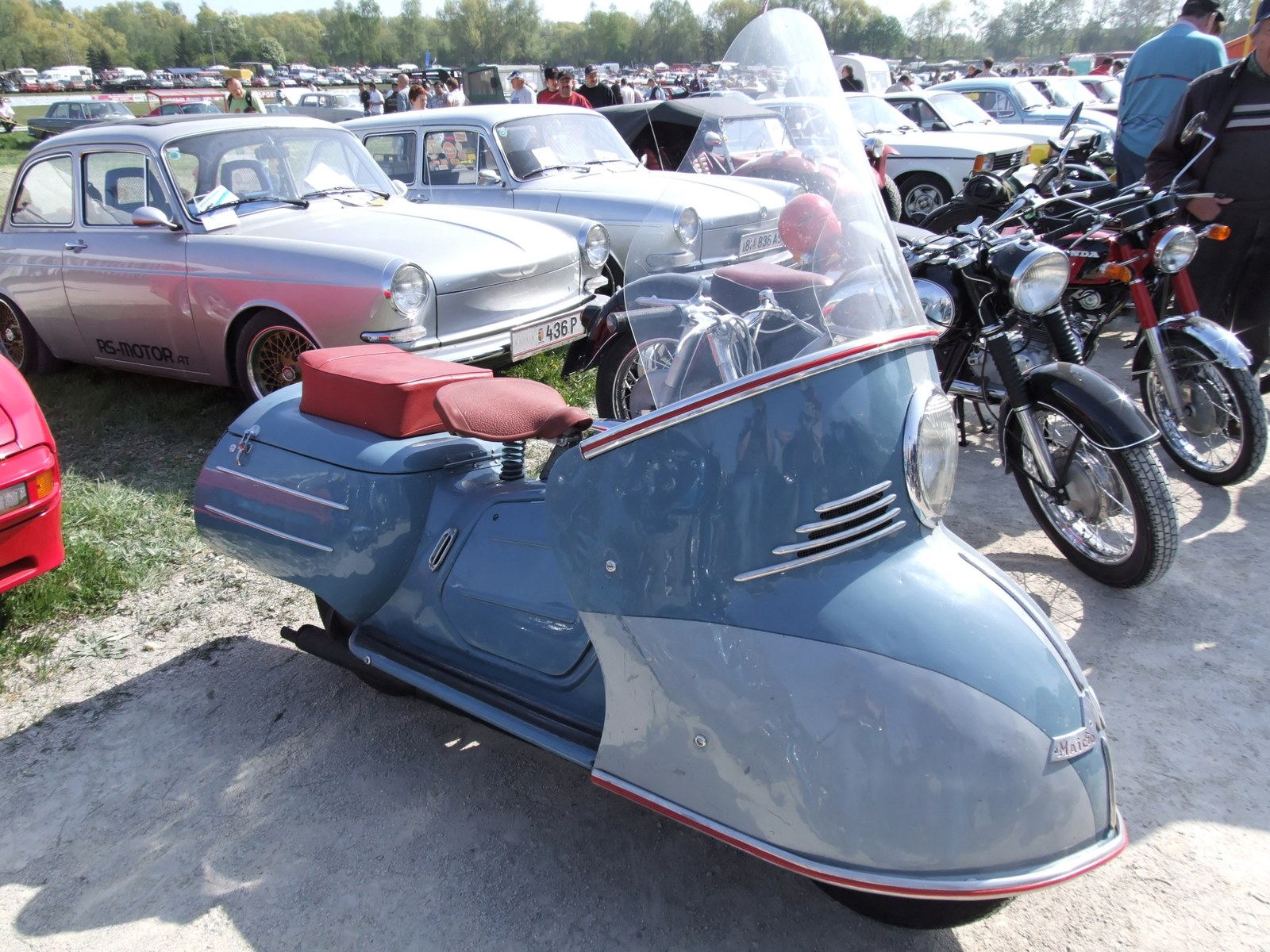
Escúter Maicomobil

El  'Maicomobil' , que se asemeja a un 'auto de dos ruedas', era un scooter de motor de dos ruedas muy cerrado que se vendía solo en pequeñas cantidades.
La empresa Maicowerk AG cerró en la década de 1980 y una empresa holandesa se hizo cargo de sus activos.